# Slanke kniptor
De slanke kniptor (Denticollis linearis) is een keversoort uit de familie van de kniptorren (Elateridae). De wetenschappelijke naam van de soort is gepubliceerd in 1758 door Linnaeus in de tiende editie van Systema naturae.